# Luik-Bastenaken-Luik 2008
De 94ste editie van Luik-Bastenaken-Luik was 261 km lang en vond plaats op zondag 27 april 2008, naar gewoonte, start op de Place Saint-Lambert in Luik en aankomst op de Rue Jean-Jaurès in Ans. De totale afstand was 261 km. Het keerpunt in Bastenaken lag na 104,5 km. Winnaar werd Alejandro Valverde, die deze wedstrijd in 2006 ook al had gewonnen. Hij klopte zijn medevluchten Davide Rebellin en Fränk Schleck in de spurt.
De koers was in 2008 niet opgenomen in de UCI ProTour vanwege een conflict met organisator ASO.

## Parcours
In vergelijking met de vorige jaren onderging het parcours van de wedstrijd één belangrijke wijziging: in de finale was een "nieuwe" helling, de Côte de la Roche aux Faucons, opgenomen in plaats van de Côte du Sart-Tilman. De Côte de la Roche aux Faucons, tussen Esneux en Boncelles (Seraing), is korter maar steiler dan de helling van Sart-Tilman en de organisatoren verwachtten van deze wijziging meer spektakel en een verdere selectie in de eindfase van de wedstrijd.
In totaal waren er twaalf hellingen te beklimmen, die meetelden voor de bergprijs:
| nr. | Helling                      | na km | lengte (km) | gem. stijging (%) |
| --- | ---------------------------- | ----- | ----------- | ----------------- |
| 1   | Côte de Ny                   | 57,5  | 1,8         | 5,7               |
| 2   | Côte de la Roche-en-Ardenne  | 82    | 2,8         | 4,9               |
| 3   | Côte de Saint-Roch           | 128   | 0,8         | 12                |
| 4   | Côte de Wanne                | 172   | 2,7         | 7                 |
| 5   | Côte de Stockeu              | 178,5 | 1,1         | 10,5              |
| 6   | Côte de la Haute-Levée       | 184   | 3,4         | 6                 |
| 7   | Col du Rosier                | 196,5 | 4,0         | 5,9               |
| 8   | Côte de la Vecquée           | 209   | 3,1         | 5,9               |
| 9   | Côte de la Redoute           | 226,5 | 2,1         | 8,4               |
| 10  | Côte de Sprimont             | 232   | 1,4         | 4,7               |
| 11  | Côte de la Roche aux Faucons | 241,5 | 1,5         | 9,9               |
| 12  | Côte de Saint-Nicolas        | 255,5 | 1,0         | 11,1              |

## Uitslag
| Plaats | Renner                | Land       | Ploeg            | Tijd / achterstand |
| ------ | --------------------- | ---------- | ---------------- | ------------------ |
| 1      | Alejandro Valverde    | Spanje     | Caisse d'Epargne | 6 u 44' 04"        |
| 2      | Davide Rebellin       | Italië     | Gerolsteiner     | z.t.               |
| 3      | Fränk Schleck         | Luxemburg  | Team CSC         | z.t.               |
| 4      | Andy Schleck          | Luxemburg  | Team CSC         | 30"                |
| 5      | Christian Pfannberger | Oostenrijk | Barloworld       | 40"                |
| 6      | Thomas Dekker         | Nederland  | Rabobank         | 40"                |
| 7      | Cadel Evans           | Australië  | Silence - Lotto  | 40"                |
| 8      | Joaquím Rodríguez     | Spanje     | Caisse d'Epargne | 48"                |
| 9      | Paolo Bettini         | Italië     | Quick.Step       | 1'03"              |
| 10     | Vincenzo Nibali       | Italië     | Liquigas         | 1'03"              |

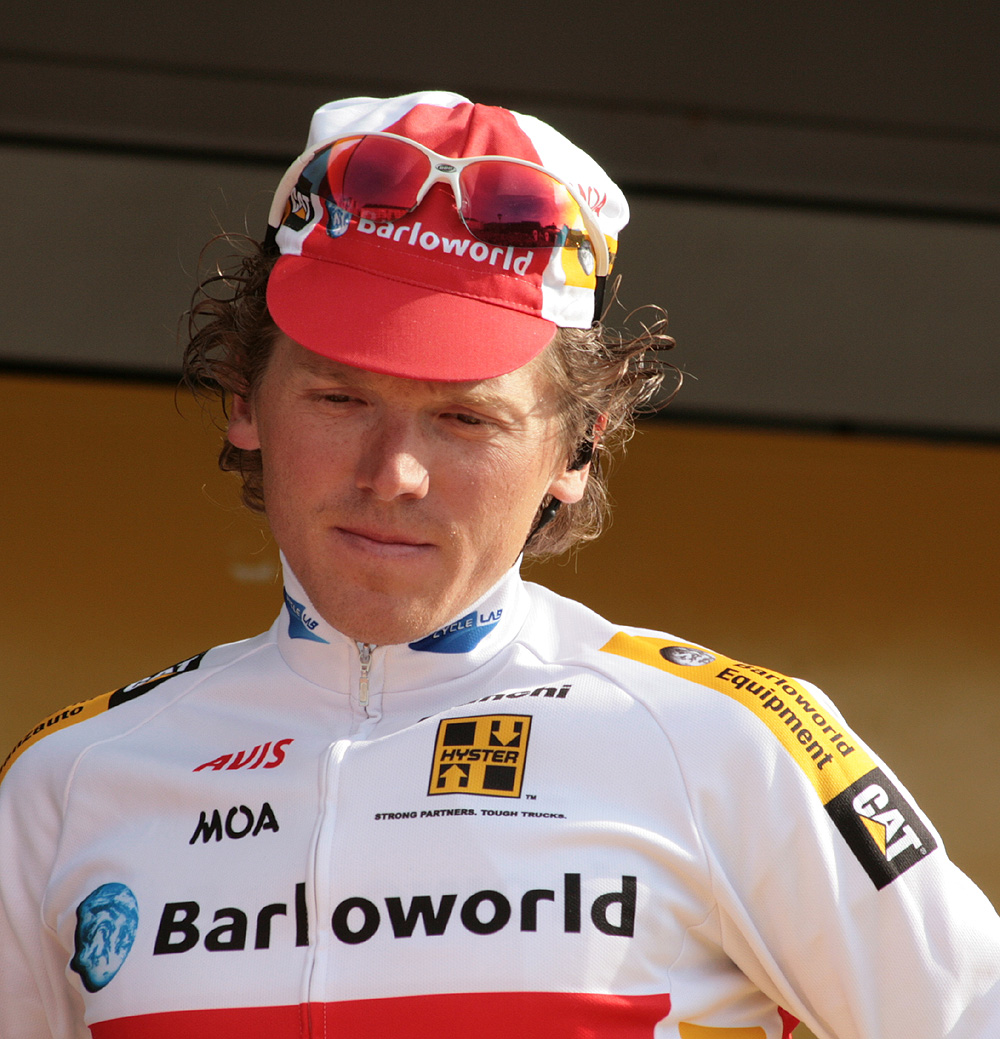
Christian Pfannberger, hier vóór de start, werd verrassend vijfde

133 van de 200 gestarte renners bereikten de eindstreep. Tom Criel (Cycle-Collstrop) finishte als 133e en laatste in een groep op 19' 31" van de winnaar.
Pavel Broett (Tinkoff Credit Systems) won de bergprijs, vóór Pierre Rolland (Crédit Agricole).

## Wedstrijdverloop

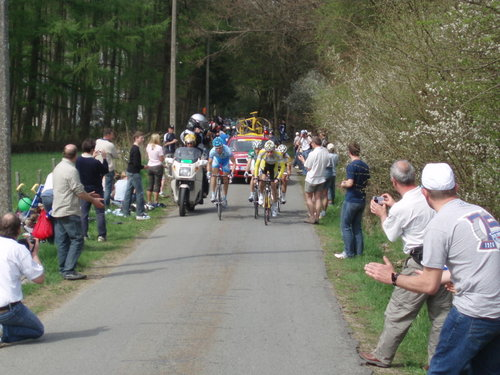
De vroege vluchters, v.l.n.r. Fothen, Rolland, Brutt en Kopp.

- Na ongeveer dertig kilometer slagen vijf renners erin te ontsnappen: Markus Fothen (Gerolsteiner), Tom Stubbe (Française des Jeux), Pierre Rolland (Crédit Agricole), Pavel Broett (Tinkoff Credit Systems) en David Kopp (Cycle-Collstrop). Hun voorsprong klimt tot een maximum van elf en een halve minuut op de Côte de Ny na 57,5 km.
- Halverwege de race hebben de vluchters nog 7'10" voorsprong. Tom Stubbe wordt even later bij km 140 uit de kopgroep gelost. Ook David Kopp wordt gelost op de Col du Rosier.
- Ondertussen zijn Kjell Carlström (Liquigas) en Philippe Gilbert (Française des Jeux) uit het peloton ontsnapt en in de achtervolging op de leiders. Streekrenner Gilbert, die naar zijn geboortestad rijdt, laat Carlström achter en in zijn eentje komt hij tot op iets minder dan één minuut van de leiders bij het begin van de Côte de la Redoute, maar wordt even later weer ingehaald door de eerste renners van het peloton.
- Pierre Rolland slaagt er als enige van de vroege vluchters in om op la Redoute voorop te blijven. Even verder wordt hij ingehaald door Andy Schleck en Stefan Schumacher (Gerolsteiner) die in de tegenaanval zijn gegaan. Op de volgende klim, de Côte de Sprimont, moet Rolland de twee laten gaan.
- Andy Schleck en Stefan Schumacher bereiken de nieuwe helling van la Roche aux Faucons met een kleine voorsprong op een sterk uitgedund peloton. Schumacher kan het tempo van Andy Schleck niet volgen en wordt gelost. Even later wordt Andy Schleck ingehaald door vier renners: zijn broer Fränk, Alejandro Valverde, Joaquim Rodriguez en Davide Rebellin. Rodriguez zakt wat later echter terug tot bij Cadel Evans en Damiano Cunego (Lampre), die in de achtervolging zijn op de kopgroep. Dit drietal zal echter steeds meer terrein verliezen.
- In de aanloop naar de laatste helling, de Côte de Saint Nicolas op 5 km van de streep, ontsnapt Andy Schleck en verplicht zo Valverde en Rebellin om het werk in de achtervolging op te knappen. Op de laatste helling wordt hij weer ingerekend en poogt Fränk Schleck in een ultieme demarrage om zijn medevluchters, die in principe betere spurters zijn, af te schudden. Dat lukt echter niet. Fränk Schleck, Valverde en Rebellin rijden samen naar de meet, waar Valverde het in de spurt haalt vóór Rebellin en Schleck.